# 城西区
城西区（じょうせい-く）は中華人民共和国青海省西寧市に位置する市轄区。

## 行政区画
- 街道:西関大街街道、古城台街道、虎台街道、勝利路街道、興海路街道、文匯路街道、通海路街道
- 鎮:彭家寨鎮